# Cartosat-2B
Cartosat-2B ist ein indischer Erdbeobachtungssatellit aus der Indian-Remote-Sensing-Reihe.

## Details
Cartosat-2B dient der Ergänzung der technisch sehr ähnlichen Cartosat-2 und Cartosat-2A und soll der Erstellung großmaßstäblicher Karten dienen und weiterhin die Stadt- und Infrastrukturplanung unterstützen. Der Start erfolgte am 12. Juli 2010 um 05:52 Uhr MESZ mit der PSLV-Rakete C15 vom Raketenstartplatz Satish Dhawan Space Centre aus, wobei die PSLV bei diesem Start nicht mit Boostern ausgerüstet war. Der Satellit wurde nach 1034 Sekunden in einer Höhe von rund 637 Kilometern über der Erdoberfläche in einem kreisförmigen sonnensynchronen Orbit mit einer Bahnneigung von rund 98,1° ausgesetzt. Anschließend wurde auch der 116 kg schwere algerische Erdbeobachtungssatellit Alsat-2A abgetrennt und schließlich auch die drei Nano- bzw. Picosatelliten Studsat aus Indien, AISSat-1 aus Norwegen und TIsat-1 aus der Schweiz ausgesetzt.
Studsat ist ein 10 × 10 × 13,5 cm großer, 650 g schwerer Würfel der von Studenten aus sieben Hochschulen der indischen Städte Bangalore und Hyderabad gebaut wurde und eine CMOS-Kamera mit einer Auflösung vom 90 Metern trägt. Für die Kommunikation zum Satelliten wurde eine besondere Bodenstation namens NASTRAC eingerichtet. NASTRAC steht für Nitte Amateur Satellite Tracking Centre, entsprechend ist die Station im Nitte Meenakshi Institute of Technology untergebracht. Als Lebensdauer werden sechs Monate erwartet.
AISSat-1 ist 6,5 kg schwer und wurde vom Labor für Raumflug der Universität Toronto (SFL, Space Flight Laboratory) für die norwegische Verteidigungsforschungseinrichtung FFI (Forsvarets forskningsinstitutt) gebaut. Mit seiner Hilfe soll getestet werden, ob ein im All stationierter Empfänger für die von Schiffen mit mehr als 300 Bruttoregistertonnen auszustrahlenden AIS-Signale Verbesserungen bei der Kontrolle des Schiffsverkehrs im hohen Norden bewirken kann. Die Lebensdauer des Satelliten wird mit drei Jahren angegeben. Die Gesamtkosten des Projekts werden mit rund 30 Millionen norwegischen Kronen beziffert, umgerechnet sind das etwa 3,7 Millionen Euro. Am 1. Juni 2010 ging bereits eine andere norwegische AIS-Testnutzlast im Weltraum in Betrieb. Der norwegische AIS-Receiver (NORAIS) ist im europäischen Modul Columbus der internationalen Raumstation untergebracht, eine zugehörige Antennenanlage ist außen an Columbus montiert.
TIsat-1 ist ein der Studentenausbildung dienender Picosatellit der südschweizerischen Fachhochschule Scuola universitaria professionale della Svizzera italiana (SUPSI) und ein Amateurfunksatellit. Er dient der Materialwissenschaft und der Technologieerprobung und soll unter anderem die Zeit bestimmen, die vergeht, bis den Weltraumbedingungen ausgesetzte dünne Metalldrähte und Verbindungen auf Leiterplatten Unterbrechungen aufweisen. Der würfelförmige Satellit hat eine Masse von etwa einem Kilogramm und eine Kantenlänge von etwa 10 Zentimeter. Er strahlt auch per Funk das gemorste Rufzeichen HB9DE als Identifikation aus.

## Technische Daten
Cartosat-2B ist mit einer panchromatischen Kamera ausgerüstet, die Bilder im Spektralbereich von 500 bis 850 Nanometer, mit einer Schwadbreite von 9,6 bis 290 km und einer Auflösung von etwa 0,8 m liefert. Der dreiachsenstabilisierte Satellit kann Aufnahmen bis zu ± 26° außerhalb der Bahnebene machen und so ein gegebenes Gebiet stereoskopisch und zusätzlich öfter als bei rein senkrechter Blickrichtung aufnehmen. Die Daten werden auf einer 64 GB Solid State Disk gespeichert und mit einer Datenrate von 105 Mbps zur Erde übertragen. Die Energieversorgung des Satelliten erfolgt durch zwei Solarzellenausleger, die eine elektrische Leistung von 930 Watt erzeugen können. Zur Speicherung der elektrischen Energie ist der Satellit mit zwei Nickel-Cadmium-Akkumulatoren mit einer Kapazität von jeweils 18 Amperestunden ausgestattet. Für die Stabilisierung und Bahnkorrektur ist er mit Sternsensoren und Gyros, Reaktionsrädern, Magnettorquern und Hydrazin-Triebwerken ausgestattet. Gesteuert und überwacht wird er von Indiens ISTRAC, dabei kommen Bodenstationen in Bangalore, Lucknow und Mauritius, im indonesischen Biak, in Tromsø und auf Spitzbergen in Norwegen sowie in der Troll-Forschungsstation in der Antarktis zum Einsatz. Die geplante Lebensdauer des Satelliten liegt bei fünf Jahren.
- Startgewicht: 694 kg
- Bahnhöhe: 637 km
- Inklination: 98,1°
- Energieversorgung: Solarzellen mit 930 W Leistung + 2 * 18 Ah NiCd-Akkus
- Kameraauflösung: CCD-Zeile mit 1*12.000 Pixel